# Наволок (Няндомський район)
Наволок (рос. Наволок) — присілок в Няндомському районі Архангельської області Російської Федерації.
Населення становить 79 осіб. Входить до складу муніципального утворення Няндомський муніципальний округ.

## Історія
До 2022 року входило до складу муніципального утворення Мошинське поселення.

## Населення
| 2010 |
| ---- |
| 79   |